# لوئیس آلوارس (کماندار)
لوئیس آلوارس (اسپانیایی: Luis Álvarez‎؛ زادهٔ ۱۳ آوریل ۱۹۹۱) کماندار اهل مکزیک است.